# Хювен
Хювен (нем. Hüven) — община в Германии, в земле Нижняя Саксония.
Входит в состав района Эмсланд. Подчиняется управлению Зёгель. Население составляет 554 человека (на 31 декабря 2010 года). Занимает площадь 15,24 км².